# ウェディングピーチ ドリームコレクション
『ウェディングピーチ ドリームコレクション』は、テレビアニメ『愛天使伝説ウェディングピーチ』のCDコレクションVol.2。1995年12月22日にケイエスエスより発売。

## 解説
- OVA『ウェディングピーチDX』の劇中スペシャルソングとサウンドドラマを収録されて、第二期のオープニングテーマとエンディングテーマでも収録。全6曲（+ サウンドドラマ）。
- セル原画は野崎愛子、渡辺真由美。

## 収録曲目
1. Wedding Wars ～愛は炎～
  - 作詞：佐藤ありす、作曲：斎藤かんじ、大和朗、編曲：関根安里、歌：中島えりな
  - テレビアニメ『愛天使伝説ウェディングピーチ』オープニングテーマ
2. ヴァージンラブ
  - 作詞：佐藤ありす、作曲：斎藤かんじ、大和朗、編曲：関根安里、歌：FURIL（氷上恭子・宮村優子・野上ゆかな）
  - テレビアニメ『愛天使伝説ウェディングピーチ』エンディングテーマ
3. 一億一の奇跡
  - 作詞：RISA、作曲：斎藤かんじ、編曲：山本はるきち、歌：今井由香
4. 夏がくれた宝石
  - 作詞：RISA、作曲・編曲：山本はるきち、歌：FURIL'（氷上恭子・宮村優子・野上ゆかな・今井由香）
5. Funk じゃ魔ピー
  - 作詞：伴春作、作曲・編曲：タダミツヒロ、歌：松本美和
6. モノクローム
  - 作詞：RISA、作曲：大和朗、編曲：山本はるきち、歌：FURIL'（氷上恭子・宮村優子・野上ゆかな・今井由香）
7. サウンドドラマ『体育祭は大騒動』